# Ōtani Yoshitsugu
Ōtani Yoshitsugu (大谷 吉継 (Đại Cốc Cát Kế) 1558 – 21 tháng 10, 1600) là một daimyo thời Sengoku, thời kỳ Azuchi-Momoyama. Ông sinh năm 1558, cha ông được cho là đã từng phục dịch cho Ōtomo Sōrin hoặc Rokkaku Yoshikata. Ông là thuộc hạ của Toyotomi Hideyoshi và sau đó là Toyotomi Hideyori và Ishida Mitsunari. Ông đã theo Hideyoshi tham gia nhiều trận chiến như ở Kyūshū, Chiến tranh Nhật Bản-Triều Tiên (1592-1598) và cuối cùng là trận Sekigahara ở phe Tây quân và mất ở đó. Ông được người đời sau biết đến về chứng bệnh phong cùi của mình cũng như là một người bạn tin cậy, người luôn hết lòng đặt bạn bè lên trên bản thân. Sanada Yukimura là con rể ông, Ishida Mitsunari là chủ và cũng là người bạn thân nhất của ông.

## Thân phận và gia đình
Có rất ít tài liệu ghi chép chính xác về thân phận và cuộc đời của Ōtani Yoshitsugu. Theo những tài liệu phổ biến nhất thì cha ông tên là Ōtani Yoshifusa hoặc Ōtani Moriharu, mẹ ông là một trong những người hầu của Nene, ông sinh ra và lớn lên ở tỉnh Ōmi. Người ta cho rằng tên hồi nhỏ của ông là Keimatsu, dựa trên một câu truyện rằng một quả thông ở miếu thờ nơi mẹ ông cầu xin sẽ hạ sinh con trai nỗi dõi. Quả thông đó rơi xuống đúng chỗ chân của bà, bà nghĩ đây là phước trời ban và ăn nó. Sau đó bà hạ sinh ông, cha ông đã rất vui sướng và đặt tên ông là Keimatsu. Khi phục vụ cho Hideyoshi, tên ông được đổi sang Heima, tên được đặt khi ông làm thủ lĩnh đội kị binh ở vùng đồng bằng Harima, nhiều nguồn ghi lại thì ông còn đổi tên sang Gyōbu, rồi Yoshitsugu. Ông có một số biệt danh như "Bạch Mạo" hay "hình bộ đại nhân" vì giai đoạn đó ông mắc chứng bệnh phong cùi, khiến khuôn mặt ông trông đáng sợ, nhiều khi ông phải quấn khăn che mặt hoặc đeo một chiếc mặt nạ màu trắng.
Về gia đình thì ông không có vợ chính thức và không rõ ông có con ruột không, chỉ biết rằng ông có ba người con trai, con gái ông kết hôn với Sanada Yukimura, con trai thứ hai của ông Otani Yoshitaka chết cùng ông trong trận Sekigahara theo nghi thức seppuku, hai người con còn lại vẫn là vấn đề gây tranh cãi rằng họ chết trong cuộc vây hãm Osaka của nhà Tokugawa hay sống sót trong thời kỳ còn lại của thời Edo

## Phục vụ Hideyoshi
Trước khi phò tá Hideyoshi, một số người cho rằng có thể Yoshitsugu đã phục vụ cho Azai Nagamasa khi ông cai quản tỉnh Ōmi - nơi Yoshitsugu sống, sau khi bị Oda Nobunaga tiêu diệt, Yoshitsugu đầu hàng nhà Oda và phục vụ Hideyoshi. Tuy nhiên nguồn tin này tính xác thực không cao khi cha ông lúc này còn phục dịch nhà Ōtomo
Theo sử sách ghi lại thì cha ông đã rời bỏ nhà Ōtomo khi ông khoảng tầm 20 đến 30 tuổi nhưng không cha ông sau đó phục vụ cho nhà nào cũng như ông có theo cha phục vụ nhà Ōtomo không. Lúc gần 30 tuổi, ông phò tá cho Toyotomi Hideyoshi, một số người cho rằng đó là ảnh hưởng từ mẹ ông khi bà phục vụ Nene, cũng nhiều người cho rằng Ishida Mitsunari nhận ra tài năng của ông và tiến cử ông với Hideyoshi. Yoshitsugu được đánh giá là một người tài năng và cởi mở, giúp ông có rất nhiều bạn. Quá trình và công trạng lúc ông theo Hideyoshi vẫn là dấu hỏi. Nhiều người cho rằng ông bắt đầu sự nghiệp khi cầm 700 người theo Hideyoshi tham gia trận Yamazaki tiêu diệt Akechi Mitsuhide để trả thù cho Oda Nobunaga vì sự kiện Honnōji. Trong trận Shizugatake, ông hỗ trợ Kato Kiyomasa và Fukushima Masanori đánh chiếm thành Nagahama được trấn giữu bởi Shibata Katsutoyo -cháu của Shibata Katsuie. Hideyoshi có nói rằng ông rất thích thú và yên tâm nếu được nhìn Yoshitsugu thống lĩnh 1 triệu quân ra trận. Một số giai thoại trong trận chiến nói rằng Hideyoshi cho ông theo Mitsunari ra trận và khen các bước tính toán và tiến quân của Yoshitsugu là hoàn hảo từ đầu đến chân, giai thoại khác nói rằng ông đã nhẹ nhàng thuyết phục Katsutoyo đầu hàng Hideyoshi, vài giai thoại kể ông là một vị tướng dũng cảm hay cầm thương tiên phong. Các giai thoại này không được tìm thấy trong sử sách cho nên có thể đó chỉ là sự hư cấu. Sau trận Shizugatake, một số giai thoại kể rằng Yoshitsugu bắt đầu bị đổ bệnh, khi các nhà sư ở Osaka thấy ông bị chảy máu và trông nghiêm trọng hơn bình thường, tuy nhiên ông vẫn đủ sức giết 1000 tên địch để giúp Hideyoshi dẹp loạn. Hideyoshi ban thưởng cho ông sau chiến thắng ở Kyūshū, ban cho ông 50,000 koku và cai quản thành Tsuruga, ông mang 10,000 koku cho người dân và chư hầu trong lãnh địa của mình. Sau cuộc chiến ở Triều Tiên, Hideyoshi mời ông tham dự tiệc trà với ông. Lúc uống trà, ông bị chảy nước mũi và bị rơi vào bát trà. Nhận thấy Yoshitsugu tỏ ra e ngại, Hideyoshi hiểu ra rồi bảo ông đưa bát trà để mình uống vì khát nước quá. Hideyoshi uống hết bát trà đấy và tỏ ra chưa hề có chuyện gì xảy ra, điều này làm Yoshitsugu cảm phục chủ mình và thề sẽ tiếp tục lòng trung. Ông tiếp tục phục vụ Hideyoshi và hỗ trợ Mitsunari cho đến khi Hideyoshi thống nhất Nhật Bản.

## Ishida Mitsunari
Dù có nhiều giai thoại kể về tài năng của Ōtani Yoshitsugu, ông được biết đến nhiều nhất qua các giai thoại và câu chuyện đường truyền cho hậu thế về tình bạn sâu đậm giữa ông với Ishida Mitsunari. Sử sách nhất trí rằng ông bắt đầu làm bạn với Mitsunari khi phò tá Hideyoshi. Hai người luôn làm việc, tương trợ lẫn nhau để hỗ trợ lương thảo, chiến thuật cho Hideyoshi. Tình bạn giữa họ lên đến đỉnh điểm khi Hideyoshi cử họ sang Triều Tiên giúp ông trong cuộc xâm lược. Cá tính của họ rất khác nhau nhưng hai người chấp nhận và tôn trọng sự khác biệt của nhau cũng như có một sự thấu hiểu lẫn nhau hơn bất kì ai.
Có một giai thoại kể rằng vào năm 1587, trong một bữa tiệc trà đạo ở Osaka được Hideyoshi tổ chức. Những người tham dự sẽ uống một ngụm trà và truyền cho người bên cạnh. Yoshitsugu - lúc này đã đổ bệnh, trong lúc uống đã vô tình làm rụng vết mủ trên miệng lúc uống xong, ông không kịp gạt vết mủ đấy khi phải truyền cho người bên cạnh uống, ông cảm thấy xấu mặt vì sự vô tình đấy. Khi đến tay Mitsunari, ông đã uống hết cả bát trà, kể cả vết mủ còn đọng lại và khen rằng trà rất ngon. Chứng kiến điều đấy, Yoshitsugu cảm thấy Mitsunari là một người phi thường và khâm phục bản lĩnh cũng như việc Mitsunari đã bảo vệ và gỡ gạc cho bạn mình.
Cùng năm, khi Hideyoshi đánh chiếm Kyūshū của gia tộc Shimazu. Mitsunari hỗ trợ lương thảo, quân đội, Yoshitsugu đã tận tình giúp đỡ
bạn mình đem 12 ngàn quân tiếp tế dù bị bệnh tật cản trở. Mōri Terumoto kể rằng ông có thấy có ba người hay đi theo phò trợ Mitsunari thường xuyên trong công việc của mình nhưng không nó rõ tên, nhiều người tin rằng Yoshitsugu là một trong 3 người đấy. Ông đi theo Mitsunari trong cuộc vây hãm thành Oishi và Odawara để tiêu diệt nhà Hojo và cùng nhau hỗ trợ quân Nhật trong trận đánh ở Triều Tiên.
Sau khi Toyotomi Hideyoshi qua đời, mâu thuẫn nổ ra giữa các phe phái về việc con trai ông Toyotomi Hideyori sẽ lên thay cha hay quyền hành vào tay người khác, như Hideyoshi kế thừa từ nhà Oda. Sau khi Maeda Toshiie qua đời, Tokugawa Ieyasu - người có thế lực mạnh nhất không kém Hideyoshi bắt đầu tập trung quyền lực vào tay mình, bắt ép cũng như lợi dụng việc đấu đá chính trị để những người trung thành với nhà Toyotomi thần phục mình, như Kato Kiyomasa và Fukushima Masanori. Thế lực của Ieyasu bắt đầu mạnh lên và tỏ ra vượt trội so với nhà Toyotomi. Không chấp nhận việc Ieyasu thâu tóm quyền lực, Ishida Mitsunari đứng ra, tập hợp những người trung thành còn lại của nhà Toyotomi, như nhà Mōri, Sanada, Uesugi, Chōsokabe, Tachibana, Ukita... đứng về phía mình, chia Nhật Bản ra làm hai phe Tây do Mitsunari chỉ huy và Đông do Ieyasu chỉ huy. Nhận thấy yếu thế hơn về mặt sức mạnh, Mitsunari cùng với Shima Sakon vạch ra chiến thuật bao vây, cầm chân phía miền Đông để dồn toàn lực giao tranh ở tỉnh Sekigahara.
Với Ōtani Yoshitsugu, trận Sekigahara là một trong những giai thoại điển hình về tình bạn của ông và Mitsunari. Với khả năng phân tích và đọc tình huống, Yoshisugu tin chắc chắn rằng phía Đông quân sẽ giành chiến thắng với sức mạnh áp đảo, và ông tính sẽ mang người của mình đi theo Ieyasu. Theo sách Keicho Kenmonshu, Mitsunari lúc này đang ở Sawayama đã cho người mời Yoshitsugu đến chỗ ông chơi. Dù khả năng quan sát đã bị suy giảm nghiêm trọng, Yoshitsugu vẫn cảm nhận được rằng những lính hộ vệ đang đứng chờ ông tỏ ra căm ghét Mitsunari. Mitsunari mời Yoshitsugu ngồi chơi và có buổi nói chuyện cùng với Sakon. Yoshitsugu đã tỏ ra rất lo lắng và do dự với việc có nên theo Ieyasu vì ông biết Mitsunari không thể nào thắng được. Sau cuộc trò chuyện, Yoshitsugu quyết định đứng về phía Tây quân, hỗ trợ Mitsunari. Có giai thoại kể rằng Ieyasu nhìn ra tài năng của Yoshitsugu và đã ban cho ông 12,000 koku để tỏ lòng mong muốn có ông gia nhập, việc Yoshitsugu theo Mitsunari làm Ieyasu bị shock.
Việc Yoshitsugu đổi sang phe Tây quân là một chủ đề rất được bàn tán, với việc không có nhiều tài liệu lịch sử nên khó có thể tìm ra lý do vì sao ông lại thay đổi quyết định. Một số người kể rằng Mitsunari đã gặp ông đến 3 lần để thuyết phục ông. Một số người cho rằng phu nhân và tùy tùng nhà Sanada bị nhà Tokugawa bắt làm con tin, buộc Yoshitsugu phải ứng cứu chỗ thông gia. Một số nguồn khác kể rằng thực ra Yoshitsugu theo Tokugawa là do mâu thuẫn với Ukita Hideie và ông muốn tránh mặt người này, khiến Mitsunari phải đến hòa giải. Nhưng lý do thuyết phục nhất về sự thay đổi này là tình bạn bền chặt giữa hai người, dù biết rằng Mitsunari không có cửa thắng nhưng Yoshitsugu muốn ở bên trung thành và hỗ trợ bạn mình kể cả ông có thể sẽ phải chết.

## Trận Sekigahara
Ở phe Mitsunari, bệnh phong cùi đã hành hạ Yoshitsugu đến mức ông không thể di chuyển được và gần như bị mù hoàn toàn. Ông lãnh đạo một đạo quân, tự thân cầm 600 người với những phó tướng như Hitatsuka Tamehiro với 900 quân, con ông Yoshikatsu, với tầm 2,500 quân và Kinoshita Yoritsugu với 1,000 người, theo Ietada Nikki thì con trai thứ tư của Sakon là Kiyomasa cũng tòng quân dưới trướng Yoshitsugu. Theo Sekigahara Gunki Taisei, Yoshitsugu đã xin Mitsunari cho ông đổi vị trí đến khu vực nhà Mōri, vì ông cảm thấy rằng rất có thể sẽ có toán quân làm phản khiến cục diện bất lợi cho phía Tây quân, ông muốn tự mình ngăn cản mũi tiến quân nếu điều đó xảy ra để Mitsunari và đồng minh của mình không bị chịu ảnh hưởng nặng hề.
Giống như Yoshitsugu lo ngại, mặc dù Tây quân có được lợi thế chiến thuật rất lớn, Ieyasu đã liên hệ với nhiều daimyo ở phía Tây, đảm bảo cho họ về đất đai và tính mạng sau trận chiến nếu họ chuyển phe. Điều này làm vài tướng lĩnh phía Tây giữ các vị trí quan trọng dao động và phải đưa quân tiếp viện hay tham chiến, việc này đã phát huy tác dụng. Tiêu biểu là nhà Mōri với Mōri Hidemoto và Kobayakawa Hideaki. Theo chiến thuật của Mitsunari, nếu nhà Mōri đánh thúc vào Đông quân, họ sẽ làm cho Ieyasu bị vây cả ba mặt. Hidemoto, bị lời hứa của Ieyasu lung lạc, cũng thuyết phục Kikkawa Hiroie án binh bất động. Yoshitsugu đã xin Mitsunari rời quân xuống phía nam núi Matsuo để canh chừng Hideaki.
Và Yoshitsugu đã dự cảm chính xác, mặc dù Hideaki đã nghe theo lời Ieyasu, ông vẫn do dự và giữ thái độ trung lập. Khi trận đánh vào hồi căng thẳng, Ieyasu cuối cùng ra lệnh cho súng hỏa mai bắn vào vị trí của Kobayakawa trên núi Matsuo. Đến lức này, Kobayakawa mới tham chiến theo phe phía Đông. Quân Kobayakawa vị trí của Yoshitsugu, lường trước được việc này, Yoshitsugu hạ lệnh cho quân của ông chống trả quyết liệt và đã chặn được mũi tiến công đánh úp của nhà Kobayakawa. Tuy nhiên, thời thế và may mắn đã không đứng về phía ông và người bạn thân của mình. Dù chặn được Hideaki, sự phản bội đó đã làm gió đảo chiều, khiến hàng loạt các tướng quân phía Tây như Wakisaka Yasuharu, Ogawa Suketada, Akaza Naoyasu, và Kutsuki Mototsuna ngay lập tức chuyển phe, khiến phía Tây quân nắm chắc phần thua. Với Yoshitsugu, toán quân của phe Đông quân do Tōdō Takatora - hầu cận cũ của Azai Nagamasa và Toyotomi Hidenaga cầm đầu tấn công vào chỗ của ông. Dù rất cố gắng chống trả, nhưng với việc bất lợi về quân số và sức mạnh đã khiến quân Ōtani thất bại hoàn toàn. Theo Ietada Nikki thì Sakon Kiyomasa đã xông xáo lăn xả để giết Takatora nhưng không thành và bị Takagi Heizaburō giết. Thất bại trong trận chiến, Yoshitsugu đã thực hiện nghi lễ seppuku tự sát để không rơi vào tay nhà Tokugawa cũng như bảo toàn khí tiết và lòng trung với bạn mình. Theo Keicho Nenjuki, dù ở trong thế bất lợi nhưng Yoshitsugu vẫn cố gắng chỉ huy với hy vọng ít nhất có thể làm gió đảo chiều, người hầu cận của ông là Yuasa Gosuke đã nhiều lần động viên ông cho đến khi thừa nhận rằng không còn cửa thắng. Yoshitsugu tự chặt đầu mình (hoặc Gosuke chặt đầu ông theo nghi thức), trước nghi thức ông bảo Gosuke hãy giấu đầu ông để Đông quân không tìm thấy. Khi chôn cất chủ mình ở Sekigahara, Gosuke cũng chết trong đám loạn quân khi cố thoát ra khỏi quân của Takatora. Tây quân thất bại hoàn toàn, Ukita Hideie chạy thoát, Shima Sakon tử trận, bạn ông Ishida Mitsunari bị bắt và mang đi hành hình
Việc nhìn nhận Ōtani Yoshitsugu là anh hùng hay kẻ xấu vẫn là vấn đề được bàn luận nhất là khi tài liệu lịch sử thời Edo về sau nghiêng về góc nhìn của nhà Tokugawa. Nhưng người đời biết đến và ca ngợi Yoshitsugu vì khí phách và tình bạn, lòng trung của ông dành cho Ishida Mitsunari

## Trong các loại hình nghệ thuật
- Ōtani Yoshitsugu là nguồn cảm hứng cho nhân vật Onoshi trong cuốn tiểu thuyết Shōgun của James Clavell, dựa trên câu chuyện về trận Sekigahara
- Trong trò chơi Kessen của Koei, Yoshitsugu là tướng vai trò hỗ trợ Tây quân trong trận Sekigahara. Việc ông sẽ nhìn thấy sự suy vong của nhà Tokugawa hay chết như trong lịch sử tùy thuộc vào người chơi
- Ōtani Yoshitsugu xuất hiện trong Samurai Warriors 4 của Koei với vai trò nhân vật chính được điều khiển. Trong trò chơi, ông vẫn có thể di chuyển bình thường - khác với lịch sử ông khó cử động vì bệnh phong, ông có khả năng đọc, phân tích và dự đoán tình huống cũng như dòng chảy của thời thế. Yoshitsugu mặc trang phục màu trắng, che mặt, giống như lúc ông bị phong và sử dụng Saihai - một loại gậy baton của các samurai.

Tạo hình Ōtani Yoshitsugu trong trò chơi Samurai Warriors 4, bản quyền năm 2014 của Koei

Koei nghiêng về giả thuyết Yoshitsugu từng phục vụ nhà Azai, trong giai đoạn này, ông trở thành bạn thân của Tōdō Takatora, hai người cùng nhau phục vụ Azai Nagamasa và Oichi tìm ra thiên hạ mà Nagamasa vốn ao ước. Sau khi Nagamasa bị Oda Nobunaga giết, Yoshitsugu tạm biệt Takatora, hẹn ngày tái ngộ và đưa mẹ con Oichi đến đầu hàng Nobunaga, bắt đầu sự nghiệp phò tá Hideyoshi của ông. Trong quãng thời gian phò trợ Nagamasa, Yoshitsugu khâm phục bản lĩnh và lý tưởng của chủ mình dù rằng có thể chủ mình đi ngược lại với thời thế, như thất bại trước Nobunaga. Điều đó làm ông quyết tâm phải tìm người chủ như vậy để phò trợ, cho đến khi ông gặp Ishida Mitsunari
Yoshitsugu bắt đầu tham chiến ở trận trận Yamazaki - nơi ông gặp và quen biết Mitsunari, sau trận chiến, tình bạn giữa ông và Mitsunari bắt đầu. Mitsunari đã nhiều lần lăn xả cứu ông khỏi kẻ địch khi ông mất tập trung. Giữa hai người có những khác biệt, và Yoshitsugu cũng không ngần ngại chỉ ra những kẻ hỡ, sai lầm của Mitsunari trong giao tiếp. Khác với Kato Kiyomasa và Fukushima Masanori, Mitsunari không bị mâu thuẫn với Yoshitsugu vì ông biết chỉ có Hideyoshi, Nene và Yoshitsugu là những người duy nhất thấu hiểu con người và suy nghĩ của ông. Yoshitsugu cũng gặp Shima Sakon, mời ông phục vụ dưới trướng mình và giới thiệu ông với Mitsunari. Yoshitsugu sau tái ngộ và chiến đấu cùng Takatora - với danh nghĩa người phục vụ Toyotomi Hidenaga và Tokugawa Ieyasu. Kuroda Kanbei đã nhiều lần ngờ vực và cảnh báo Yoshitsugu về lòng trung với Hideyoshi, thậm chí trước trận Komaki-Nagakute với nhà Tokugawa, Kanbei tố cáo với Hideyoshi về bức thư của Takatora cho Hideyoshi và Maeda Toshiie, nghi ngờ Takatora rủ Yoshitsugu đi theo Ieyasu. Không khí rất nặng nề dù Yoshitsugu cam đoan mình không biết cũng như không đọc. Đúng lúc đó thì Mitsunari đến và bảo muốn xem thư viết gì rồi vứt vào đèn lửa, bảo mình bị trật tay. Hideyoshi hiểu ý Mitsunari rằng việc này không có gì nghiêm trọng cả và bỏ qua chuyện đó. Hành động của Mitsunari làm Yoshitsugu thêm yêu quý và nhận ra đây là người mà mình muốn phò trợ về sau. Yoshitsugu với Sakon cũng hình thành quan hệ đối tác và bạn bè khi cả hai cùng có mục tiêu là phò trợ và trung thành với Mitsunari.
Khi Hideyoshi mất, giữa Mitsunari, Kiyomasa, Massanori xảy ra cãi vã khi Kiyomasa và Massanori bảo vì sao Mitsunari không khóc, trong khi tất cả mọi người, kể cả Ieyasu đang khóc, Mitsunari im lặng về phòng. Ông tâm sự với Yoshitsugu về con người Ieyasu, hiểu tâm ý người bạn, Yoshitsugu bảo Mitsunari đừng dao động lý tưởng của mình và khuyên Mitsunari nên nghỉ ngơi vì ông biết Mitsunari đang khóc lúc viết án văn.
Trước trận Sekigahara, Yoshitsugu có tâm sự với Sakon và Mitsunari, rằng ông biết Tây quân không có cửa thắng, nhưng vẫn sẽ cố hết mình để hỗ trợ Mitsunari. Trong trận Sekigahara, Yoshitsugu sẽ canh chừng và chặn đứng mũi tiến quân của Kobayakawa Hideaki, nếu người chơi không sử dụng Yoshitsugu, ông sẽ chết khi Tōdō Takatora đánh quân vào, Mitsunari sẽ đau đớn và điên tiết khi biết tin Yoshitsugu chết. Nếu người chơi sử dụng ông, Yoshitsugu sẽ hỗ trợ Mitsunari chạy thoát. Sau đó, thấy không còn hy vọng, ông cảm ơn Mitsunari đã làm cuộc đời ông thêm ý nghĩa rồi làm nghi thức seppuku. Lúc đó thì Takatora đem quân đến, ra sức ngăn cản để mang ông đến đầu hàng Ieyasu. Yoshitsugu từ chối vì muốn chết vì lý tưởng của mình và nhờ Takatora chặt đầu ông theo nghi thức.
Trong phiên bản II của Samurai Warriors 4, Yoshitsugu là nhân vật chính trong cốt truyện của ông và của Takatora. Ở cốt truyện của Takatora, mọi thứ sẽ diễn ra theo như lịch sử, khác biệt ở trận Sekigahara khi Yoshitsugu vẫn sống sau đợt tiến công của Takatora để khuyên Mitsunari chạy, còn ông chặn hậu. Trận chiến sinh tử giữa Yoshitsugu và Takatora diễn ra và kết thúc bằng cái chết của Yoshitsugu, Takatora bảo Yoshitsugu hãy nhắn Nagamasa và Oichi rằng hòa bình đã được lập lại.
Ở cốt truyện riêng của ông, cũng bắt đầu bằng trận Yamazaki, Mitsunari và Yoshisugu được cử làm người đại diện đến gặp Kobayakawa Takakage nhằm thương thuyết cho việc rút quân của Hideyoshi khỏi nhà Mōri. Lúc Takakage định gây áp lực lên phía Mitsunari (vì ông cũng biết sự kiện Honnōji) thì Mitsunari bảo nếu muốn bắt hay giết ông thì cũng được, nhưng hãy thả Yoshitsugu ra vì người này chỉ là người theo hầu, không mang lại lợi ích gì cả. Lời nói của Mitsunari làm Takakage bị dao động và đồng ý. Yoshitsugu cảm ơn ông nhưng khuyên ông cũng nên nghĩ đến bản thân mình. Kỹ năng đọc tình huống của Yoshitsugu giúp Mitsunari rất nhiều trong các trận đánh. Yoshitsugu cũng hay khuyên Mitsunari về cách giao tiếp, về việc giữa hy vọng và thực tế. Sau trận Shikoku, Mitsunari tỏ ra bức xúc khi Yoshitsugu nghe lời Hideyoshi lao vào chỗ nguy hiểm làm mồi nhử, sau đó Yoshitsugu bảo bạn mình rằng ông không nên để cảm xúc lấn át mà hãy tỏ ra chuyên nghiệp như người chỉ huy, lần tới khi gặp hãy chào mừng ông trở lại, vậy là đủ. Sau khi tiêu diệt nhà Hojo, Takatora nói với Yoshitsugu rằng Mitsunari thua kém Ieyasu quá nhiều về kinh nghiệm, sức mạnh và lấy lòng người, ông khuyên Yoshitsugu nên rời Mitsunari để tránh tai vạ về sau, Yoshitsugu từ chối ý kiến của Takatora, cam kết sẽ ở bên Mitsunari dù điều gì có xảy ra đi nữa. 
Trước trận Sekigahara, Yoshitsugu và Sakon có một cuộc họp bàn về chiến thuật đánh nhà Tokugawa. Yoshitsugu rất ấn tượng về chiến lược Sakon đề ra, rồi chỉ vào vị trí của Kobayakawa Hideaki, ám chỉ sự phản bội này có thể gây hậu quả nguy hiểm. Yoshitsugu bảo Sakon hãy ở cạnh Mitsunari để chiến đấu và bảo vệ ông, còn mình sẽ tự chặn mũi tiến công. Lúc Sakon thắc mắc vì sự liều lĩnh, Yoshitsugu trả lời rằng Mitsunari đã luôn bảo vệ và giúp đỡ ông, ông quyết đền cái ơn đấy và không giấu giếm ước mơ nhìn Mitsunari thống nhất và xây dựng đế chế nhà Toyotomi
Trong trận Sekigahara, Yoshitsugu không bị bệnh tình hành hạ, ông chiến đấu với tất cả sức lực để dành ưu thế. Khi Hideaki làm phản, ông tự mình đánh chặn mũi tiến và cả Tōdō Takatora. Mitsunari lúc đó cũng vội vàng tiến quân xuống để cứu ông. Sau đó Yoshitsugu bảo Mitsunari hãy bình tĩnh, đừng để cảm xúc lấn át, nhất là khi ông là chỉ huy và sẽ cố gắng biến giấc mơ của Mitsunari thành sự thực dù nó có thể không tưởng. Ngăn chặn thành công sự phản bội, Yoshitsugu thúc toàn quân đánh hết sức, nhằm thuyết phục nhà Shimazu xuất quân. Sau đó ông tiến xuống nhà Mōri, hét yêu cầu họ mở cửa để ông vào. Ông có trạm trán Kiyomasa và Massanori, trỉ trích họ đã bỏ rơi Mitsunari và bảo sẽ giải quyết với họ sau trận đánh. Yoshitsugu đã làm chủ và điều khiển cả trận chiến, với việc sự mưu phản của quân Kobayakawa Hideaki thất bại cũng như sự hỗ trợ của nhà Shimazu và Mōri, chiến thuật của Mitsunari thành công. Yoshitsugu xông vào tấn công Ieyasu, buộc Ieyasu phải rút chạy, trận Sekigahara hoàn toàn thắng lợi cho phía Tây quân. Yoshitsugu quyết giết bằng được Ieyasu để trừ hậu họa về sau. Mitsunari hét lên dù được hay không thì Yoshitsugu phải sống để trở về. Ở kết thúc câu truyện, quân đội nhà Tokugawa liên tục đầu hàng Mitsunari, nhưng ông không vui vẻ gì vì lo lắng cho bạn mình. Lúc Yoshitsugu trở về, Sakon ca ngợi ông là người hùng đã giúp quân thắng lợi, Mitsunari vui sướng, nhưng kìm nén cảm xúc (như Yoshitsugu đã khuyên), chào mừng bạn mình trở về. Quang cảnh lúc đó bỗng mờ mờ, không rõ đó là hoàng hôn hay thực ra Yoshitsugu đã không bao giờ trở về để có thể đem lại chiến thắng cho bạn mình